# Etnoictiologia
A etnoictiologia é o ramo da ciências que estuda o modo como o conhecimento, os usos e os significados dos peixes ocorre nas diferentes sociedades humanas. Ela procura compreender o fenômeno da interação da espécie humana com os recursos ícticos, englobando-se aspectos tanto cognitivos quanto comportamentais. A etnoictiologia é uma subdivisão da etnozoologia, a qual, por sua vez, pode ser interpretada como o estudo dos conhecimentos do homem sobre os animais e também dos usos da fauna pelo homem, ou, parafraseando D’Olne Campos (1995), como o estudo da ciência zoológica do “outro”, construída a partir do referencial de saberes da academia.

## Etimologia da expressão
O termo etnoictiologia foi primeiramente empregado na literatura científica por Morrill, que a incluiu em título do artigo. O autor justificou o termo afirmando que este teria surgido a partir do modelo de “etnobotânica”. Desde então, este termo tem obtido sucesso que se expressa pela quantidade de trabalhos que o empregam.

## Importância
A etnoictiologia é uma ferramenta bastante útil no estudo das mudanças ambientais provocadas por fatores antrópicos, tais como: a diminuição dos estoques pesqueiros, o desaparecimento de espécies de peixes, a inserção de espécies não-nativas (exóticas e/ou alóctones) em determinados ambientes. Isso dentro de um contexto etnobiológico, implica a criação de importantes estratégias para conservação do meio ambiente

## Pesquisadores da área no Brasil
- Milena Ramires
- Daniela Marques Nunes
- Alpina Begossi
- José da Silva Mourão
- Renato Azevedo Matias Silvano
- Nivaldo Nordi
- Luciana Pinheiro
- Sandra Maria Lopes de Moura
- Eraldo Medeiros Costa-Neto
- Rosana Souza Lima
- José Geraldo Wanderley Marques
- Ana Paula Glinfskoi Thé
- Walter Barrella
- Natalia Hanazaki
- Daniela Marques Nunes
- Vandick da Silva Batista
- Priscila Fabiana Macedo Lopes
- Mariana Clauzet